# 28-й саммит G8
28-й саммит «Большой восьмёрки» (G8) — международная встреча, проходившая в курортном городке Кананаскис (провинция Альберта, Канада) 26 — 27 июня 2002 года.

## Общие сведения

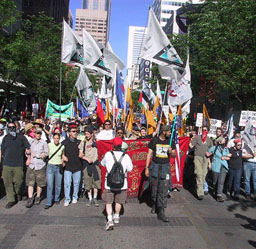
Антиглобалисты "J26" митингуют на месте проведения саммита J8 в Канаде. 26 июня 2002 года

Группа семи («Большая семёрка») — неофициальный форум глав наиболее преуспевающих в экономическом плане стран мира: Франции, Германии, Италии, Японии, США, Канады и Объединённого королевства, который проводился начиная с 1976 года. Россия присоединилась к числу участников форума в 1997 году (после чего форумы стали носить название «Большая восьмёрка»). Кроме того, с 1981 году в каждом саммите принимает участие председатель Европейской комиссии. Предполагалось, что саммиты не будут связаны с другими международными институтами; можно сказать, что в том числе протест против формальности дипломатических встреч послужил поводом для первого саммита (тогда ещё «Большой шестёрки») 1975 года.
Саммиты «Большой восьмёрки» каждый раз вызывают массу споров, дебатов, протестов и демонстраций. Так, событие длительностью не более трёх дней привлекает огромное внимание к его участникам, повестке форума и месту проведения.

## Контекст
- Почти год после событий 11 сентября 2001 года.
- Ясир Арафат сделал заявление о покушении.
- Падение режима талибов в Афганистане.
- Чёрная Африка: 40 млн детей, которые не получают школьного образования.
- 3 месяца до теракта на Дубровке.
- Полгода до войны в Ираке.

## Представители государств и международных организаций

### Участники саммита
| Участники G8              |                      |                     |                 |
| Страна                    | Страна               | Представитель       | Пост            |
| Канада                    | Канада               | Жан Кретьен         | Премьер-министр |
| Франция                   | Франция              | Жак Ширак           | Президент       |
| Германия                  | Германия             | Герхард Шрёдер      | Канцлер         |
| Италия                    | Италия               | Сильвио Берлускони  | Премьер-министр |
| Япония                    | Япония               | Дзюнъитиро Коидзуми | Премьер-министр |
| Россия                    | Россия               | Владимир Путин      | Президент       |
| Великобритания            | Великобритания       | Тони Блэр           | Премьер-министр |
| Соединённые Штаты Америки | США                  | Джордж Буш-младший  | Президент       |
| Европейский союз          | Европейская комиссия | Романо Проди        | Председатель    |

### Гости
- Президент ЮАР, Табо Мбеки
- Президент Нигерии, Олусегун Обасанджо
- Президент Алжира, Абдель Азиз Бутефлика
- Президент Сенегала, Абдулай Вад

### Главы международных организаций
- Генеральный секретарь ООН, Кофи Аннан

## Поднятые проблемы

### Повестка 1 дня
- Безопасность
  - Итоги проделанной работы по борьбе с терроризмом за прошедший год
  - Ситуация в Афганистане
  - Безопасность грузо-пассажирских перевозок
- Мировой экономический рост
  - Повышение производительности труда в странах G8
- Механизм согласования интересов в рамках ВТО
  - Причина: односторонние действия США по ограничению импорта стали из стран ЕС и России
- Региональные вопросы
  - Индия и Пакистан
  - Ближний Восток

### Повестка 2 дня
- Африка
  - выработка совместного документа по развитию африканского континента
  - обеспечить 15 % роста ВВП африканского континента в ближайшие 15 лет
  - образование: обеспечить к 2015 году все население планеты бесплатным и качественным начальным образованием

### Принятые решения и документы
- The Kananaskis Summit Chair’s Summary
- Statement by G7 Leaders: Delivering on the Promise of the Enhanced HIPC Initiative
- Разработка African Action Plan:
  - обязательства по поддержанию мира и безопасности;
  - содействие развитию торговли, экономическому росту и развитию институтов управления;
  - списание долгов;
  - поддержка образования;
  - борьба со СПИД / ВИЧ;
  - увеличение эффективности сельскохозяйственного сектора;
  - развитие управления водными ресурсами.
- Глобальное партнерство против распространения оружия и материалов массового поражения[3]
  - Цель — не позволить террористам и поддерживающим их государствам приобретать или разрабатывать оружие массового поражения. Географически упор изначально делался на Россию, но затем был распространен и на другие бывшие советские государства.
  - $20 млрд на утилизацию ядерного оружия странам б. СССР.
- Признание России полноправным членом G8 и решение о проведении саммита в 2006 году в России. С тех пор Россия принимает саммит после Великобритании и перед Германией.
- A New Focus on Education for All
- Cooperative G8 Action on Transport Security
- DOT Force Report Card: Digital Opportunities for All

## Формат мероприятия
Форум проходил без участия супруг лидеров, всего 30 часов

### Меры безопасности
- «Скорая помощь» оснащена противохимическими защитными костюмами и респираторами
- Три новых поликлиники для приема крови у доноров
- Ограничение передвижения местного населения, запрещены полеты
- Телефонная линия и сайт для связи местных жителей с сотрудниками спецслужб
- Универсальные ракетные установки, боевые вертолёты «Грифон», истребители-перехватчики, системы дальнего обнаружения
- Въезды и выезды из поселка: Королевская канадская конная полиция
- Патруль из армейских п/р и спецслужб
- Группа оперативного реагирования на действия медведей

## Реакция общественности
- Group of 6 Billion: counter-summit
- Snake March on J26